# Contea di Atchison (Kansas)
La contea di Atchison in inglese Atchison County è una contea dello Stato del Kansas, negli Stati Uniti. La popolazione al censimento del 2000 era di 16 774 abitanti. Il capoluogo di contea è Atchison